# Exhibition (film 1975)
Exhibition è un film del 1975 diretto da Jean-François Davy.
Il film, in stile documentaristico-erotico, racconta con interviste in prima persona e filmati la storia di Benoit Archenout e Claudine Beccarie. Quando uscì nelle sale francesi fu dapprima classificato X (ossia film vietati ai minori di 18 anni in Francia), poi successivamente "Art and Essay", rimanendo vietato ai minori di 16 anni. In Italia uscì al cinema in versione censurata delle scene esplicite e poi, ulteriormente tagliato, sulla rete televisiva Cielo. Prima, però, la No Shame lo pubblicò integrale all'interno del triplo cofanetto Exhibition(s) dedicato alla protagonista. 
È uno dei primi film a beneficiare del nuovo regolamento francese del 1974 più tollerante sulla proiezione dei film pornografici.
Il film è selezionato per il Festival di Cannes nel 1975 nella categoria Perspectives du cinéma français, al New York Film Festival nella selezione francese e al Los Angeles Film Festival.

## Trama
Si tratta di un documentario in gran parte girato su un set porno nel quale l'attrice e i suoi colleghi (soprattutto donne) si mettono letteralmente a nudo davanti alla cinepresa, rivelando particolari inerenti la loro professione e la loro sessualità, nonché il loro passato e la loro vita privata, cosicché nel montaggio del film le domande del regista si alternano a scene hardcore. Non mancano momenti esterni, come quelli nei quali la protagonista passeggia in un parco col suo giovane compagno parlando del loro legame affettivo o va a fare visita a sua madre. 